# Arktika.1
Arktika.1— відеогра в жанрі шутера від першої особи для платформ віртуальної реальності, розроблена студією 4A Games та видана Oculus Studios. Гра була випущена 10 жовтня 2017 року для пристрою Oculus Rift.

## Ігровий процес
Arktika.1 — це шутер від першої особи, події якого розгортаються у далекому майбутньому, коли Земля увійшла в новий льодовиковий період. Гравець керує елітним найманцем, який захищає поселення під назвою Arktika.1 (розташоване на території сучасної Росії) від нападів бандитів і створінь, відомих як «яги». У грі доступна можливість стрільби з двох рук одночасно та швидкого телепортування на короткі дистанції для уникнення атак і просування по рівню. Гравцю пропонується десять видів зброї, кожну з яких можна модифікувати за допомогою різних пристроїв для покращення характеристик. Для керування використовується контролер Oculus Touch, який дозволяє фізично прицілюватись, стріляти та нахилятись за укриття.

## Розробка
Гру було анонсовано студією 4A Games у жовтні 2016 року. Виконавчий продюсер гри Джон Блок назвав Arktika.1 «масштабною грою» з виробничими стандартами рівня AAA. Оскільки команда не мала попереднього досвіду створення ігор для віртуальної реальності, було обрано сетинг постапокаліптичної Росії, з яким розробники були добре знайомі завдяки роботі над іграми серії Metro. Розробка тривала два роки. Гра вийшла у світовий реліз 10 жовтня 2017 року для платформи Oculus Rift.

## Сприйняття
Після виходу Arktika.1 отримала «змішані або середні» оцінки критиків за даними агрегатора рецензій Metacritic. Джеймі Фелтем з UploadVR відзначив, що гра довша за більшість VR-шутерів на ринку, похвалив її технічну якість, але розкритикував повторюваність місій та поганий баланс зброї. Джейсон Д'Апріль з GameSpot позитивно оцінив якість графіки та інтерактивність завдяки використанню контролера Touch, назвавши Arktika.1 «однією з найприємніших екшен-ігор, доступних для Rift».